# 景湣王
景湣王（けいびんおう）は、中国戦国時代の魏の君主（在位：紀元前243年 - 紀元前228年）。君主としては7代目、王としては5代目。姓は姫、氏は魏、諱は増（ぞう）、または午。父は安釐王。子は假。戦国四君の一人である信陵君は叔父、前漢に仕えた魏無知は従弟にあたる。その治世は『史記』「魏世家」に記述がある。

## 生涯
即位する前に秦の人質となっていた時期がある。
安釐王34年（前243年）、父の安釐王が死去したため即位した。同年には秦を恐れさせた叔父の信陵君も死去した。信陵君の死去を知った秦は直ちに魏の侵略を開始。
景湣王元年（前242年）、秦は魏の20城を攻め落とし、そこに秦の東郡を設置した。
景湣王2年（前241年）、魏は趙・楚・燕・韓と合従して秦を攻めたが、敗れた。同年に朝歌を秦に奪われた。
景湣王3年（前240年）、秦軍に汲を奪われた。
景湣王5年（前238年）、垣・蒲陽・衍などが秦に奪われた。
景湣王8年（前235年）、魏は秦と連合し、楚を攻めた。
景湣王15年（前228年）、在位15年目に死去した。太子の假が跡を継いで王となったが、3年後に魏は滅亡した。